# Bjeloruska košarkaška reprezentacija
Bjeloruska košarkaška reprezentacija predstavlja Bjelorusiju na međunarodnim natjecanjima. Krovna organizacija pod kojom djeluje je Bjeloruski košarkaški savez.
Članicom je FIBA-e od 1992. godine.
Glavni dres bjeloruske reprezentacije bijele je boje sa zelenim bočnim prugama, a pričuvni crvene sa zelenim bočnim prugama.
Reprezentacija se natječe u drugom jakosnom razredu europske košarke.

## Vanjske poveznice
- (ruski, bjeloruski) Bjeloruski košarkaški savez